# Plantago lanceolata
Llantén menor o siete venas (Plantago lanceolata) L. es una especie de planta herbácea perenne natural de toda Europa, América y Asia occidental donde crece en terrenos secos, taludes, bordes de caminos y lugares incultos.

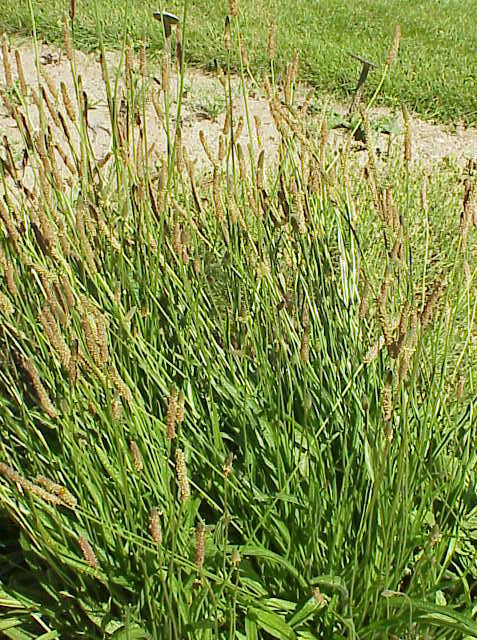
Vista de la planta

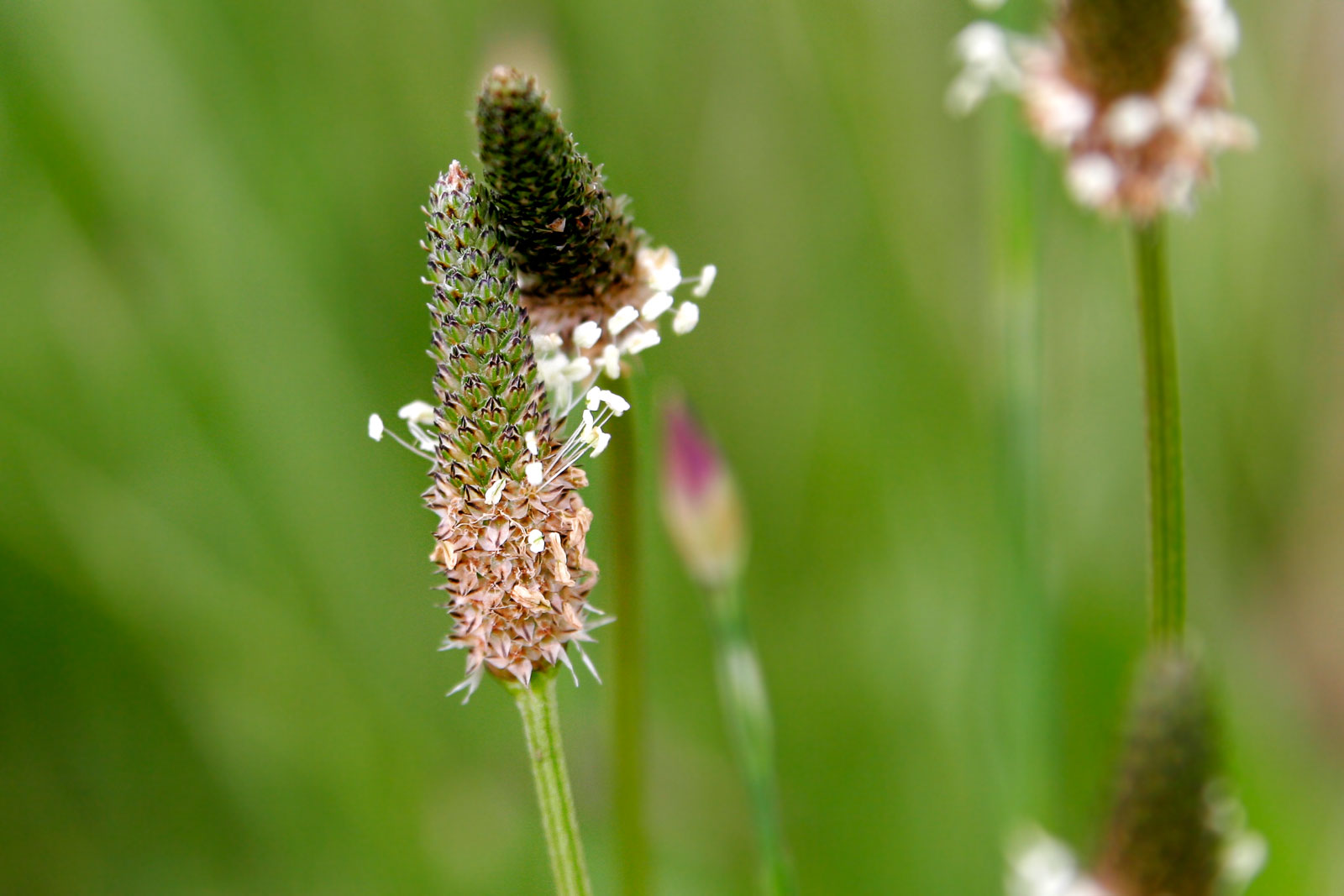
siete venas (Chile).

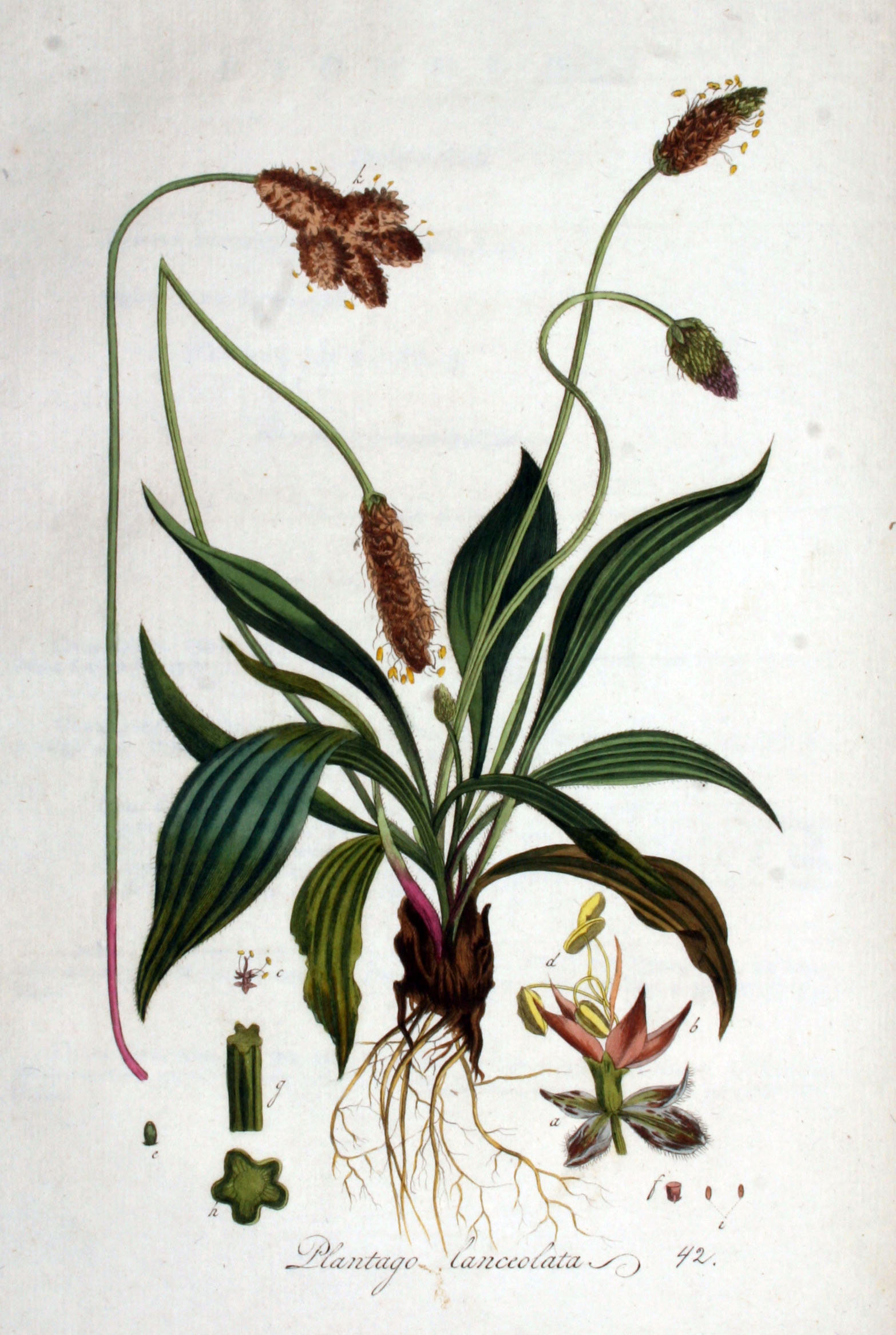
Ilustración

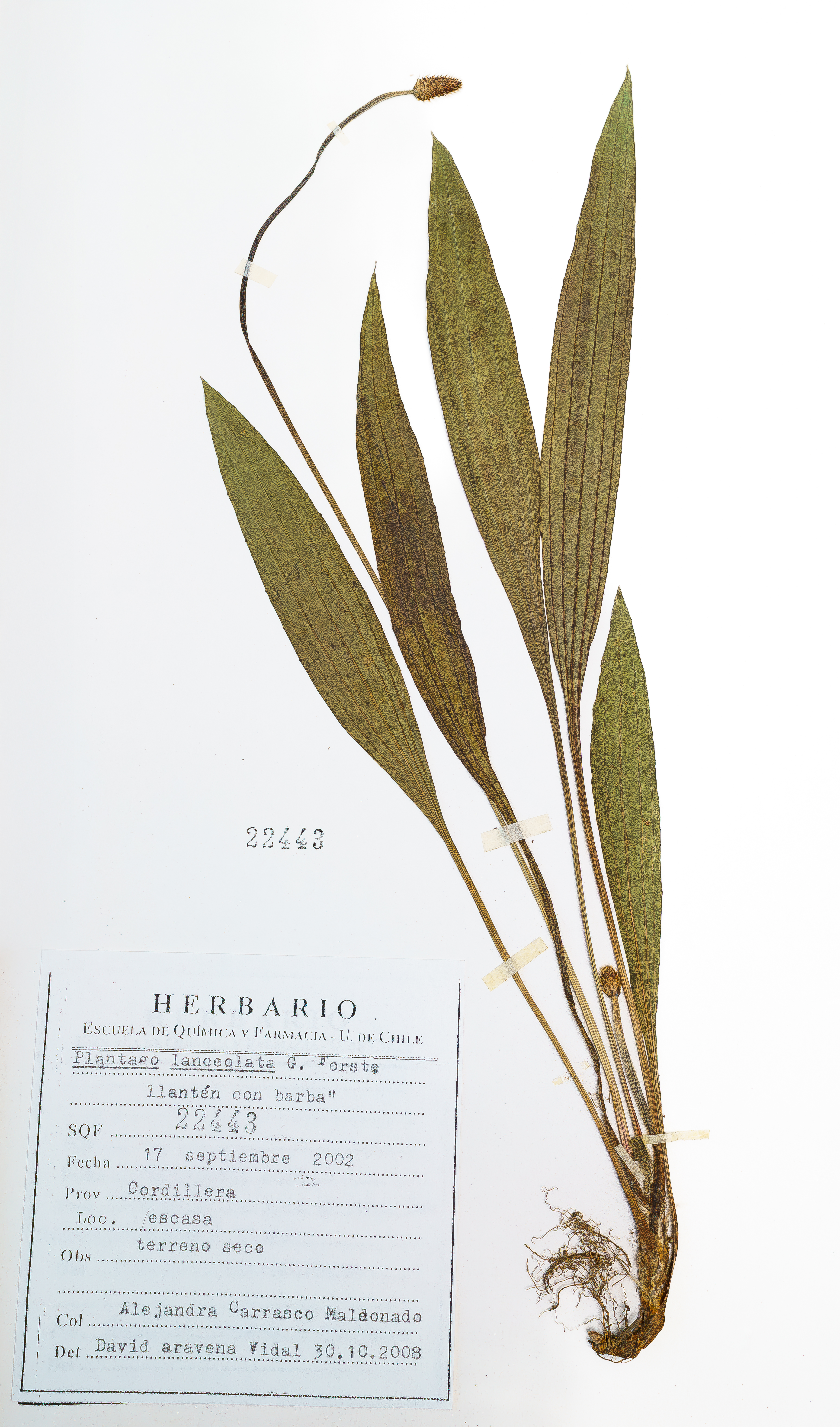
Herbarium SQF - Plantago lanceolata

## Características
La droga vegetal de esta planta son las hojas aunque también se utilizan las espigas floridas.
Es una planta herbácea vivaz sin tallos ramificados y con tallos florales que alcanzan de 30 a 50 cm de altura, tiene un rizoma corto central del que brotan muchas raicillas de color amarillo. Las hojas lanceoladas u ovadas, largas, algo dentadas y radicales están dispuestas en una roseta basal en la base del tallo, tienen de tres a siete nervaciones longitudinales que se estrechan y continúan en el peciolo. La inflorescencia terminal es una espiga densa con flores muy pequeñas de color blanca o purpurea. La espiga es corta durante la floración y luego se va alargando. 
Además, estas son cónicas ovoideas cuando joven, y en la madurez, más bien cilíndricas (de 2-8 cm de largo). Tiene lóbulos de corola escariosos de entre 2.0-2.5 cm de largo, comúnmente de cuatro estambres y cápsulas de hasta 4 mm de largo, que pueden contener semillas elipsoides (ovoides) de color marrón o negro brillante, y estas son polinizadas por el viento.
El fruto es un pixidio con de cuatro a dieciséis semillas.

## Distribución[4]
- Es nativa de Europa, África y Asia.

#### Ha sidoampliamente naturalizadaen muchas otras regiones del mundo, incluyendo:
- Sudamérica: Argentina, Bolivia, Brasil, Chile, Ecuador, Guayana francesa, Perú, Uruguay, Venezuela.
- Asia: Bután, China, India, Japón, Kazajistán, Kirguistán, Mongolia, Corea del Norte, Pakistán, Rusia, Corea del Sur, Tayikistán, Turkmenistán, Uzbekistán.
- Mesoamérica: Costa Rica, México, Panamá.
- América del norte: Canadá, Estados Unidos.
- África: Sudáfrica.
- Diversos países del Caribe.
- Oceanía: Palaos.

## Propiedades

### Usos tradicionales[2](hojas)
- Uso interno: Se ha utilizado para afecciones respiratorias para la irritación bucal, garganta y antitusivo (tos seca), además de bronquitis,  resfríos, catarros y faringitis. También es utilizada para afecciones gastrointestinales (úlceras) y para tratar la fiebre.

- Uso externo: Utilizado para afecciones cutáneas como dermatitis, heridasm úlceras y herpes. La especie posee actividad emoliente dermatológica (en forma de ungüentos es utilizada en erupciones, heridas y cicatrices ya que tiene propiedades regeneradoras en la piel).

- Dentro de los efectos más importantes se encuentran algunos como: demulcente, emoliente, balsámico, cicatrizante y antiinflamatorio.

#### Información complementaria
- Por sus propiedades antiinflamatorias, se utiliza en quemaduras o picadura de insectos. Por su capacidad emoliente y antimicrobiana también son utilizadas para el dolor de muelas y potenciador inmunitario.[3]

Principios activos
P. lanceolata contiene feniletanoides como acteosida (verbascósido), cistanoside F, lavandulifolioside, plantamajoside y isoacteoside. También contiene glucósidos, iridoides, aucubin y catalpol. En general, contiene alrededor de un 2-3% de glucósidos iridoides, siendo la aucubina y el catalpol los compuestos principales. En las hojas jóvenes, el catalpol es el componente dominante, y en las hojas más viejas, la aucubina lo será. Así también, presenta entre un 2 % y un 6,5 % de mucílago.
Los flavonoides principales son la apigenina y la luteolina y además, contiene cerca de un 6,5 % de taninos, ácidos carboxílicos fenólicos, como el ácido p-hidroxibenzoico, protocatéquico, gentisinico, entre otros y sales minerales con una alta proporción de zinc y potasio.

## Estado de conservación y amenazas
En condiciones naturales, el llantén crece en claros, pasturas, franjas de caminos y praderas, siendo común en suelos neutros a alcalinos. Prefiere suelos ligeros y aireados, y se estima su presencia hasta 800 m sobre el nivel del mar.
La especie vegetal no enfrenta amenazas significativas a nivel global y su población es estable. Aún así, se han encontrado en algunas zonas como Europa central y oriental cambios en la especie debido a enfermedades como: mildiú polvoroso por Sphaerotheca plantaginis (Cast.) L. Junell., mildiú velloso por Peronospora alta Eckl. y moho gris del plátano por hongo Phyllosticta plantaginis Sacc. Además de ciertas enfermedades en hojas más viejas como: la mancha foliar de Ascochyta , Phoma sp. y Stemphylium sp. Y, en Nueva Zelanda los insectos más peligrosos que se alimentan de sus hojas y amenazan sus cultivos son los gorgojos (Gymnetron pascuorum Gyllenhall) y pulgones.
Cabe mencionar que la categoría UICN (Unión para la conservación de la naturaleza) para España en la que se encuentra es LC: Preocupación Menor.

## Taxonomía
Plantago media fue descrita por Carlos Linneo y publicado en Species Plantarum 1: 113-114. 1753.

### Etimología
Plantago: nombre genérico que deriva de  plantago = muy principalmente, nombre de varias especies del género Plantago L. (Plantaginaceae) –relacionado con la palabra latina planta, -ae f. = "planta del pie"; por la forma de las hojas, según dicen–. Así, Ambrosini (1666) nos cuenta: “Es llamada Plantago por los autores latinos, vocablo que toman de la planta del pie (a causa de la anchura de sus hojas, las que recuerdan la planta del pie; y asimismo porque las hojas tienen líneas como hechas con arado, semejantes a las que vemos en la planta del pie)”
lanceolata: epíteto latíno que significa "lanceolada", en referencias a sus hojas.

### Citología
Números cromosomáticos de Plantago lanceolata (Fam. Plantaginaceae) y táxones infraespecíficos: 2n=12

### Sinonimia
- Plantago decumbens Bernh. ex Rchb.
- Plantago dubia L.
- Plantago eriophora Hoffmanns. & Link
- Plantago glabriflora Sakalo
- Plantago glareosa A.Kern.
- Plantago hungarica Waldst. & Kit.
- Plantago sphaerostachya Hegetschw.
- Plantago lanceolata subsp. sphaerostachya Hayek 1912
- Plantago capitata Ten.[12]
- Arnoglossum lanceolatum (L.) Gray
- Lagopus lanceolatus (L.) Fourr.
- Lagopus timbali Fourr.
- Plantago sinuata Lam.[13]

## Nombres vernáculos

### [14]
- En inglés: buckhorn plantain, English plantain, lance - leaf plantain, lanceolate plantain, narrow - leaf plantain, narrow - leaved plantain, ribgrass, ribwort.
- En Español: Llantén menor.
- En Chile: siete venas, llantén menor, llantencillo.
- En Chino: chang ye che qian.
- En Francés: feuilles de plantain, petit plantain.
- En Austria: Nacktähren-Traubenkraut.
- En Cuba: Llantén.
- En Dinamarca: krybende ambrosie.
- En Alemania: Heilwegerich, Spitzwegerich, Wundwegerich.
- En Italia: cinquenervi, lanciuola cinquenervi,  mestolaccio,  piantaggine commune.
- En Japón: heraoobako.
- En Países Bajos: smalle, weegbree, zandambrosia.
- En Polonia: ambrozja zachodnia.
- En Portugal: tanchagem menor.
- En Puerto Rico: llantén de pantano, yerba de costilla.
- En Sudáfrica: bolilanyana, German psyllium, klein tongblaar, lamb's tongue, narrow leaved ribwort, oorpynhoutjie, oorpynwortels, ripplegrass, smalblaarplantago, small plantain, smalweeblaar, smalweebree, smalweegbree, weeblaar, wild sago.
- En Suecia: spetsgroblad, svartkämpar.

- En Argentina: Alpiste pajarero, calracho, carmel, carrajó, hierba de las almorranas, la de las almorranas, liantel, llanté, llantel, llanten, llantén, llantén de cinco nervios, llantén de hoja estrecha, llantén de hojas de lanza, llantén de hojas estrechas, llantén de siete nervios, llantén lanceolado, llantén menor, llanter, michitos, orejillas de liebre, pelosilla, planta de las almorranas, plantaina, raíz de las almorranas, rampetes, siete nervios, sietevenas, lengua de oveja, siete venas (Argentina).
- En España: alpiste, alpiste bravo, alpiste pajarero, alpistes, antén, aquinácea, argadillo, avellanas, cinco en vena, cinco venas, cinco-nervios, cincovenas, cochinina, cola de rata, correola, cuatro venas, diantel, diente de león, estrella, estrella de mar, ezpata-plantaina, felpa larga, flor de la mensida, hierba de cinco venas, hierba de la cortadura, hierba de lagartija, hierba de las almorranas, hierba de las cinco rayas, hierba de las siete costuras, hierba de los pájaros, hierba para el sudor de pies, hierba para heridas, hierba para las almorranas, hoja de lagartija, hoja de lentén, hoja de siete costillas, hojas de cinco venas, la de las almorranas, lagartijera, lampaza, lanceolada, lancilla de arroyos, lantel, lantel del fino, lantén, lengua de cabra, lengua de mixón, lengua de oveja, lengua de prado, lengua de pájaro, lengua de vaca, lenguazas, lenté picudo, lentén, lentén largo, liantel, lintén, llantaina, llantel, llantén, llantén de hojas de lanza, llantén de hojas estrechas, llantén menor, llanter, llanté, llantén, llantén de cinco nervios, llantén de hoja estrecha, llantén de hojas estrechas, llantén de siete nervios, llantén lanceolado, llantén mayor, llantén menor, llantén pequeño de cinco-nervios, llantén silvestre, llentel, llentén, mastia, matapepinos, michitos, moscas, oreja de cabra, oreja de liebre, orejillas de liebre, pelosilla, pelosilla borde, picadera, planta de las almorranas, planta para el colesterol, planta para prevenir catarros, plantaina, plantaina de hojas estrechas, plantaina menor, plántago, rampetes, raíz de las almorranas, siete costillas, siete nervios, sietevenas, yantel, llantén kocue, yentén, yerba de las cinco venas, yerba de los pájaros, zaragatona.